# Hans Rantzau-Lehn
 Der er flere personer med dette navn, se Johan Rantzau (flertydig).
Hans lensbaron Rantzau-Lehn, født Rantzau (12. november 1764 i Kiel – 22. oktober 1808) var en dansk officer og godsejer.
Han var søn af Ditlev Rantzau (1725-1782) og Christine Lucia Blome (1746-1839). Rantzau blev kongens generaladjudant, eskadronchef, kammerherre og 1805 major à la suite i kavaleriet. 27. februar 1790 ægtede han på Hvidkilde Sophie Amalie baronesse Lehn (16. juni 1764 på Hvidkilde – 11. februar 1834), datter af baron Poul Abraham Lehn og Erica Christine født de Cicignon. Via sin hustru blev Hans Rantzau ejer af baroniet Lehn og blev 1804 ophøjet i friherrestanden, men parret havde imidlertid kun en datter, så baroniet gik til datterens ægtemand, Fritz Holsten-Lehn-Charisius, af slægten Holsten.